# Julià l'Egipci
Julià l'Egipci (en llatí Julianus, en grec Ἰουλιανός) així anomenat perquè per un temps fou governador d'Egipte, fou un poeta romà d'Orient del temps de l'emperador Justinià I a la primera meitat del segle vi.
Setanta-un epigrames seus figuren a l'Antologia grega, i l'autor és considerat imitador d'anteriors poemes de la mateixa mena, descriptius i referits a obres d'art. Dos dels epigrames parlen d'Hipaci el nebot de l'emperador Anastasi, executat el 532 per ordre de Justinià, i un sobre Joan, net d'Hipaci.